# Tumbalalás
Tumbalalá é um povo indígena originário do antigo Aldeamento do Pambu, no sertão de Rodelas, Bahia. Seu território, hoje compreende terras entre os municípios de Abaré e Curaçá, às margens do Rio São Francisco, no Estado da Bahia. Historicamente são relacionados aos povos Kariri e Procás. Culturalmente estão relacionados aos povos Truká, Tuxá e Atikum.